# Dennis Russell Davies
Dennis Russell Davies (Toledo, Ohio, 16 d'abril de 1944) és un director d'orquestra i pianista estatunidenc. És director principal de l'Orquestra Filharmònica de Brno i de l'⁣Orquestra Simfònica de la Ràdio MDR Leipzig.

## Biografia
Davies va estudiar piano i direcció a la Juilliard School, on va obtenir el doctorat. Va ser director musical de l'Orquestra Simfònica de Norwalk a Connecticut del 1969 al 1973 i de l'Orquestra de Cambra de Saint Paul del 1972 al 1980. El 1977 va cofundar l'⁣American Composers Orchestra amb el compositor Francis Thorne, i en va ser el director musical fins al 2002. Davies va ser director musical de la Filharmònica de Brooklyn del 1991 al 1996.
L’any 1980, Davies es va traslladar a Stuttgart, Alemanya, on va ser director musical general de la Òpera Estatal de Baden-Württemberg des del 1980 fins al 1987. Allà va estrenar dues òperes de Philip Glass, juntament amb moltes òperes del repertori estàndard, sovint en muntatges amb una posada en escena innovadora i poc habitual. Ha treballat amb molts directors, inclòs Robert Altman en una col·laboració per a Salomé a Hamburg. També ha ocupat càrrecs permanents a l’Orquestra de Cambra de Stuttgart, a l’Orquestra de la Beethovenhalle de Bonn (1987–1995) i a l’Orquestra Simfònica de Ràdio de Viena. Davies va ser director titular de l’Orquestra Bruckner de Linz i de l’Òpera de Linz del 2002 al 2017.
El març de 2008, Davies va ser nomenat tercer director musical del Sinfonieorchester Basel, a partir de la temporada 2009–10, amb un contracte inicial de cinc anys. Va mantenir el càrrec fins a la temporada 2016–17.
El setembre de 2017, la Filharmònica de Brno va anunciar el nomenament de Davies com a seu pròxim director titular, a partir de la temporada 2018–2019, amb un contracte inicial de quatre temporades.
El novembre de 2019, l’Orquestra Simfònica de Ràdio MDR Leipzig va anunciar el nomenament de Dennis Russell Davies com a seu pròxim director titular, a partir de la temporada 2020–2021, amb un contracte inicial de quatre anys. L’abril de 2024, l’orquestra va anunciar una pròrroga del contracte de Davies fins a la temporada 2026–2027.
Davies també ha dirigit moltes orquestres de festivals, incloent-hi el Festival de Música d’Aspen, el Festival Cabrillo de Música Contemporània, que va dirigir del 1974 al 1990, i el Festival de Música de Saratoga. Va dirigir Der fliegende Holländer al Festival de Bayreuth, sent el tercer americà a fer-ho, i va impartir classes de direcció d’orquestra al Mozarteum de Salzburg.
Entre les gravacions destacades de Davies hi ha Appalachian Spring de Copland amb l'Orquestra de Cambra de Saint Paul el 1979, amb la qual va guanyar un Grammy; Fratres i Miserere d’Arvo Pärt; i moltes de les òperes i simfonies de Philip Glass, inclosa la cinquena simfonia, dedicada a Davies. Va estrenar la 10a simfonia de Glass en un concert de Cap d’Any de 2012 a Linz. El 31 de gener de 2017, dia del 80è aniversari de Glass, Davies va estrenar l'11a simfonia de Glass a la Carnegie Hall de Nova York. La 3a simfonia de Lou Harrison també està dedicada a Davies.
Davies manté una llarga col·laboració amb el pianista de jazz Keith Jarrett. Ha dirigit Jarrett en repertori de concertos clàssics (incloent Mozart, Lou Harrison i Alan Hovhaness) i ell mateix ha interpretat la música de Jarrett per a piano, així com ha dirigit la seva música orquestral (amb Jarrett com a solista i també el saxofonista Jan Garbarek). A més, Davies actua habitualment en duo de piano amb la seva esposa, Maki Namekawa.